# Ga Ogeum
Ga Ogeum (Tiếng Hàn: 오금역, Hanja: 梧琴驛) là ga tàu điện ngầm và ga trung chuyển của Tàu điện ngầm vùng thủ đô Seoul tuyến 3 và Tàu điện ngầm vùng thủ đô Seoul tuyến 5 đi qua Ogeum-dong và Garak-dong, Songpa-gu, Seoul, Hàn Quốc. Tổng công ty Vận tải Seoul quản lý cả hai tuyến 3 và 5. Nó là ga cuối phía Nam của tuyến 3 và khoảng cách thời gian giữa Ga Ogeum và Ga Daehwa, ga cuối phía Bắc của tuyến, xấp xỉ 95 phút.
Một vài cảnh trong phim The Bourne Legacy được ghi hình tại nhà ga này.

## Lịch sử
- 30 tháng 3 năm 1996: Tàu điện ngầm Seoul tuyến 5 Ga Gangdong ~ Ga Macheon được mở thêm
- 18 tháng 2 năm 2010: Với việc mở rộng đoạn giữa Ga Suseo ~ Ga Ogeum trên Tàu điện ngầm vùng thủ đô Seoul tuyến 3, nó đã trở thành ga trung chuyển cuối.
- Năm 2033: Dự kiến khai trương phần mở rộng giữa Ga Ogeum ~ Ga Tòa thị chính Hanam trên Tàu điện ngầm vùng thủ đô Seoul tuyến 3.

## Bố trí ga

### Tuyến số 3 (B4F)
| Bệnh viện Cảnh sát Quốc gia ↑ |
| \| N/B                        |
| Bắt đầu·Kết thúc              |

| Hướng Bắc | ●Tuyến 3 | ← Hướng đi Suseo · Dogok · Chungmuro · Daehwa |
| Hướng Nam | ●Tuyến 3 | → Kết thúc tại ga này                         |

| Tuyến và hướng    | Chuyển tuyến nhanh |
| ----------------- | ------------------ |
| Tuyến 3 → Tuyến 5 | 9-3                |

### Tuyến số 5 (B2F)
| Bangi ↑   |
| \| W/B    |
| ↓ Gaerong |

| Hướng Tây  | ●Tuyến 5 | ← Hướng đi Gangdong · Wangsimni · Gwanghwamun · Banghwa |
| Hướng Đông | ●Tuyến 5 | → Hướng đi Gaerong · Geoyeo · Macheon →                 |

| Tuyến và hướng                    | Chuyển tuyến nhanh |
| --------------------------------- | ------------------ |
| Tuyến 5 (Hướng Macheon) → Tuyến 3 | 1-3                |
| Tuyến 5 (Hướng Banghwa) → Tuyến 3 | 8-2                |

## Xung quanh nhà ga
| Lối ra \| 나가는 곳 \| Exit \| 出口 | Lối ra \| 나가는 곳 \| Exit \| 出口                                                |
| ----------------------------------- | ---------------------------------------------------------------------------------- |
| 1                                   | Trường trung học cơ sở Ogeum Trường trung học Ogeum Trung tâm cộng đồng Ogeum-dong |
| 2                                   | Công viên Ogeum                                                                    |
| 3                                   | Trường tiểu học Gwadong Công viên Ogeum                                            |
| 4                                   | Trung tâm cộng đồng Garak 2-dong (Trung tâm Kiwoom) Trường tiểu học Gaju           |
| 5                                   | Đồn cảnh sát Songpa Công viên khu phố Garak Hướng tới Bệnh viện cảnh sát quốc gia  |
| 6                                   | Trường trung học cơ sở Seokchon Trường tiểu học Shinga                             |
| 7                                   | Bưu điện Songpa Trung tâm cộng đồng Ogeum-dong Hyundai APT                         |

## Hình ảnh

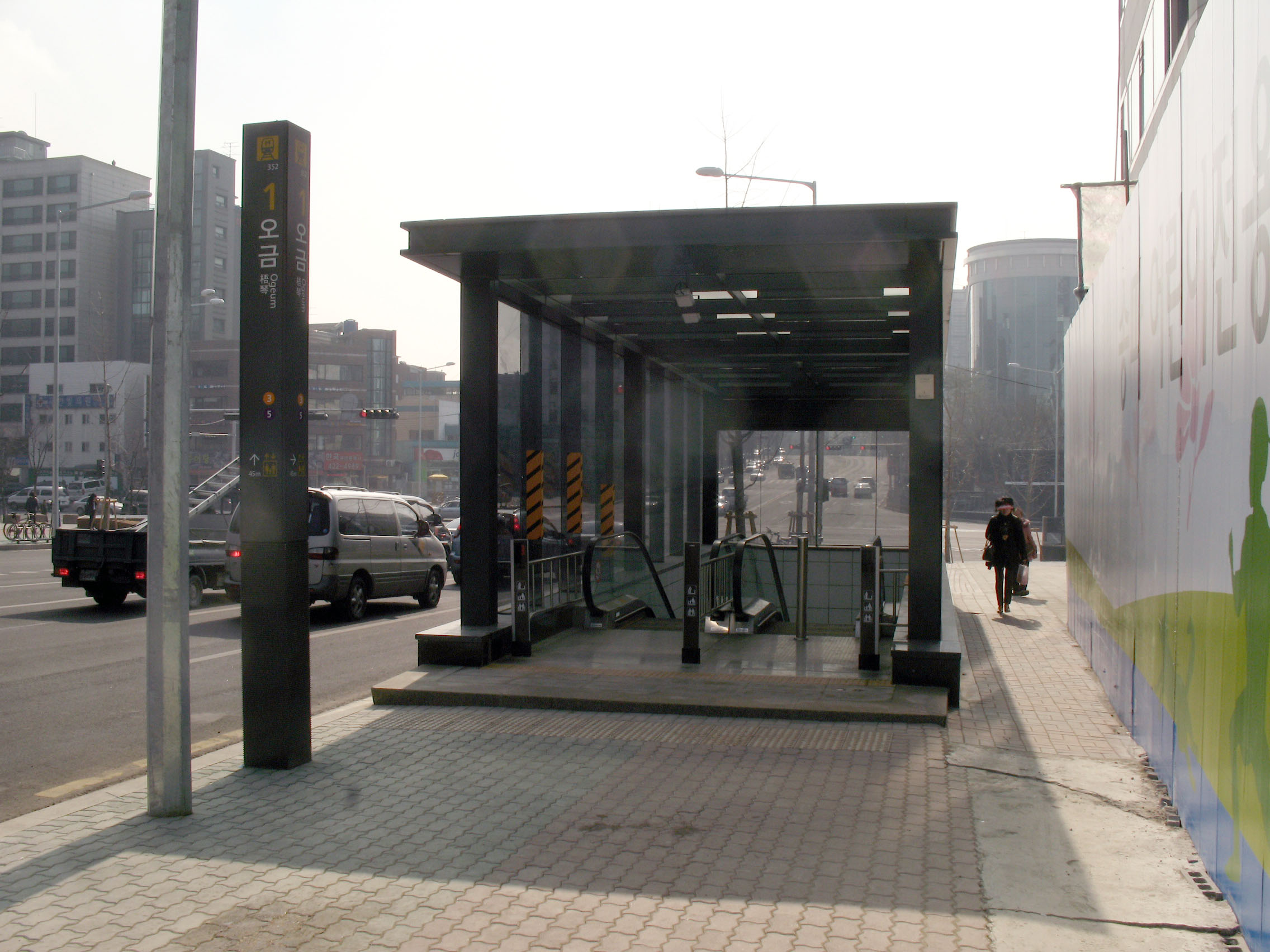
Lối ra 1
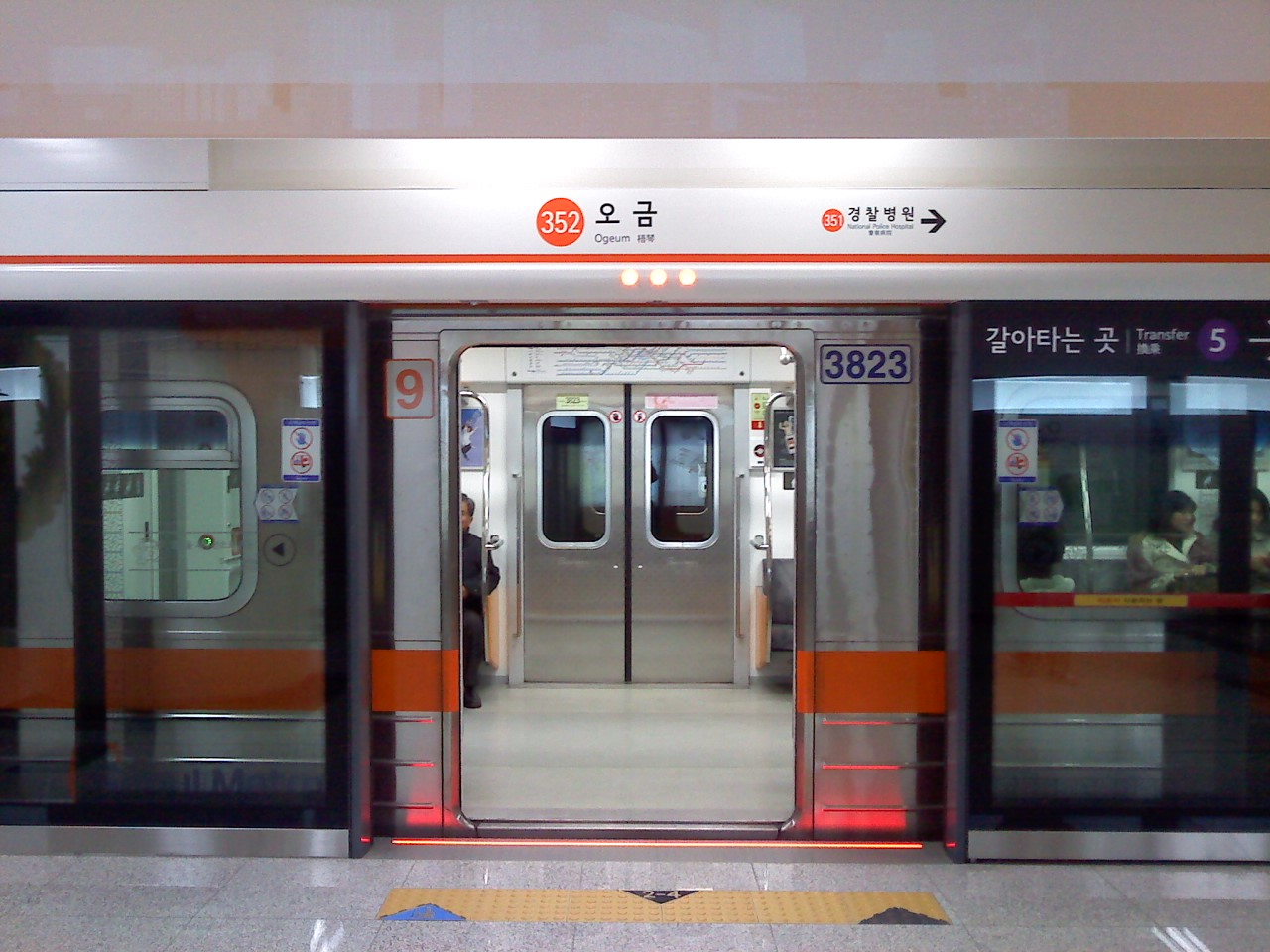
Cửa chắn sân ga Tuyến 3 hướng Daehwa
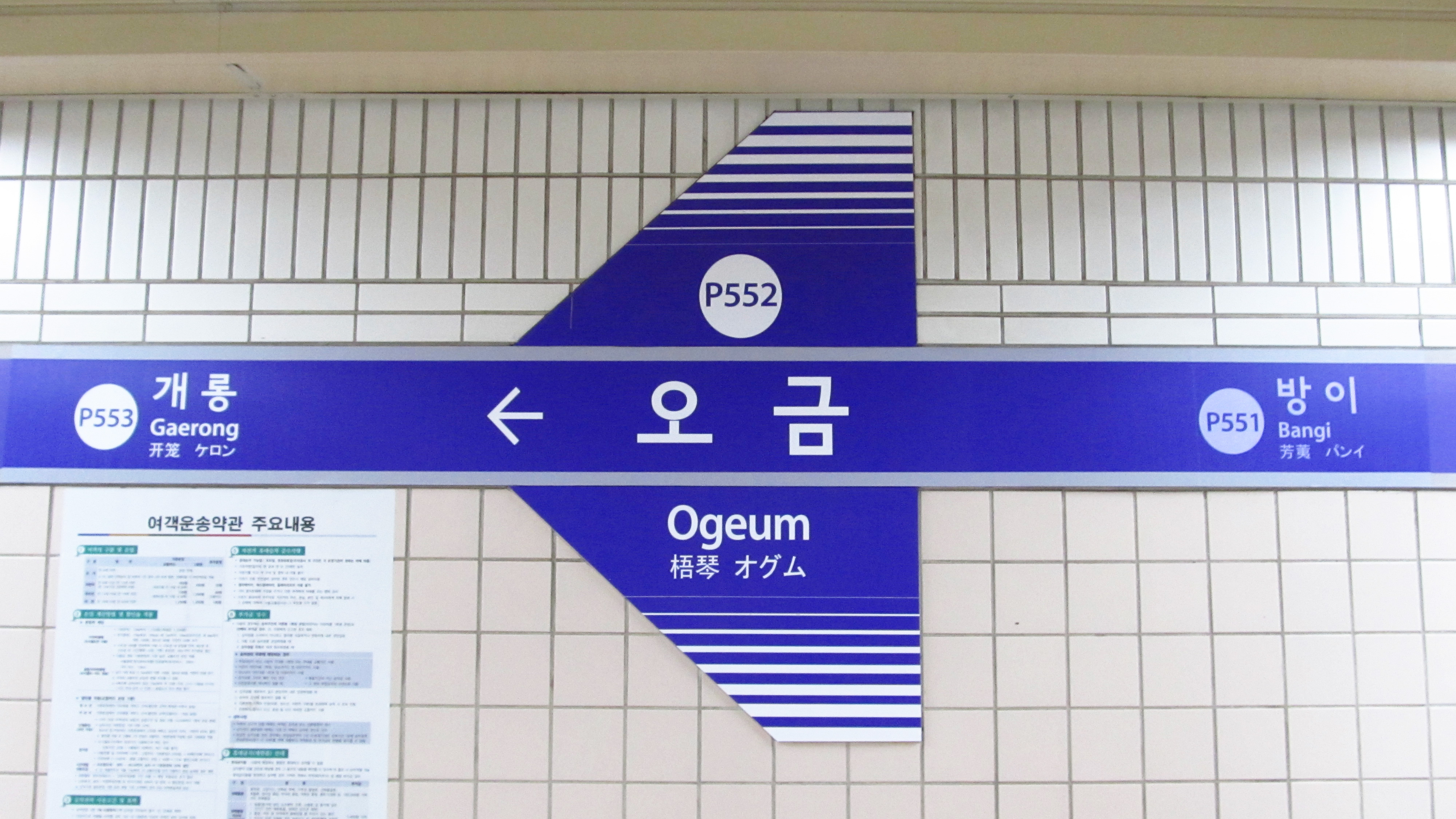
Bảng tên ga Tuyến 5 Hướng Macheon
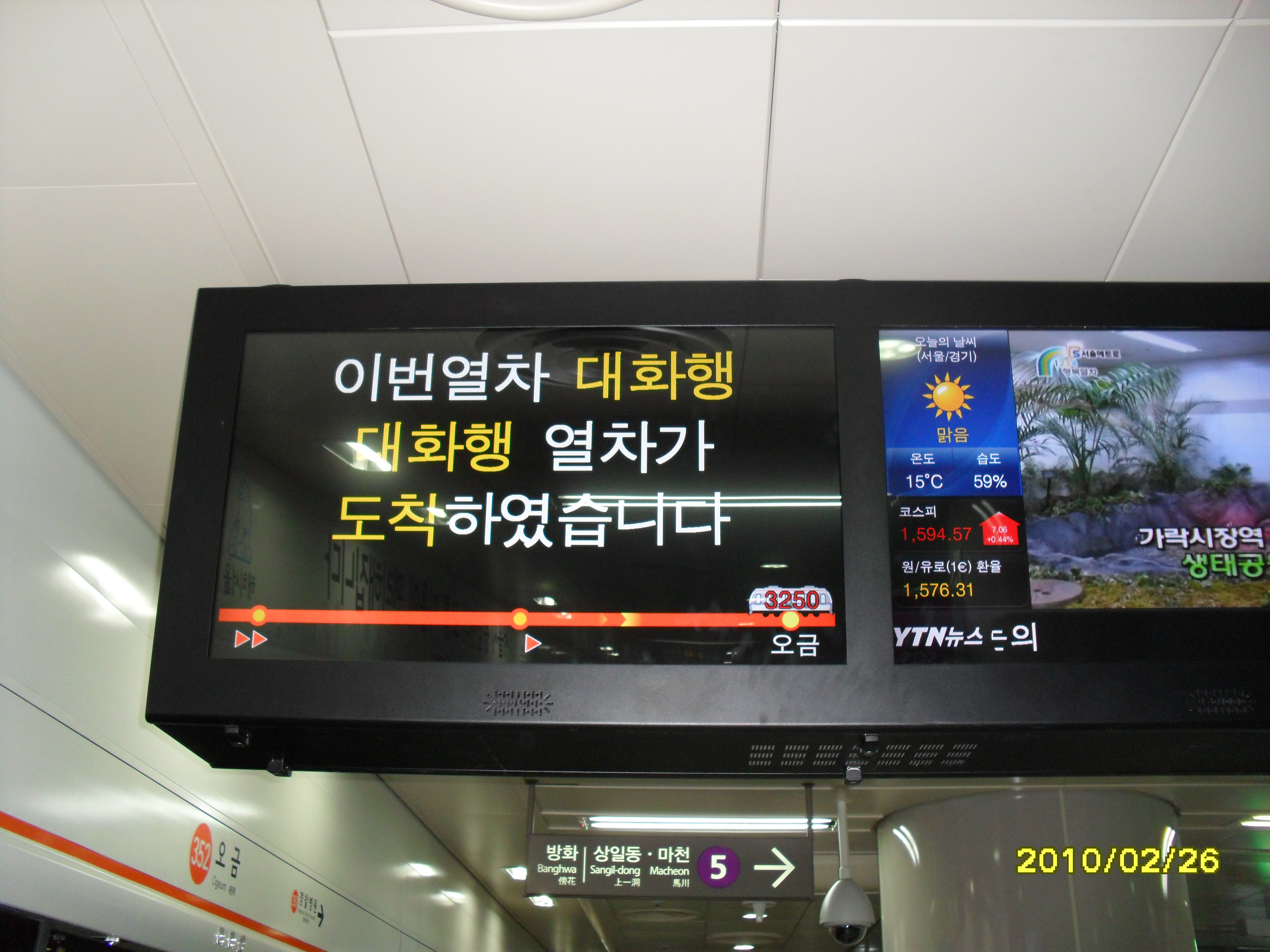
Chỉ báo hướng dẫn nền tảng Tuyến 3 hướng Daehwa
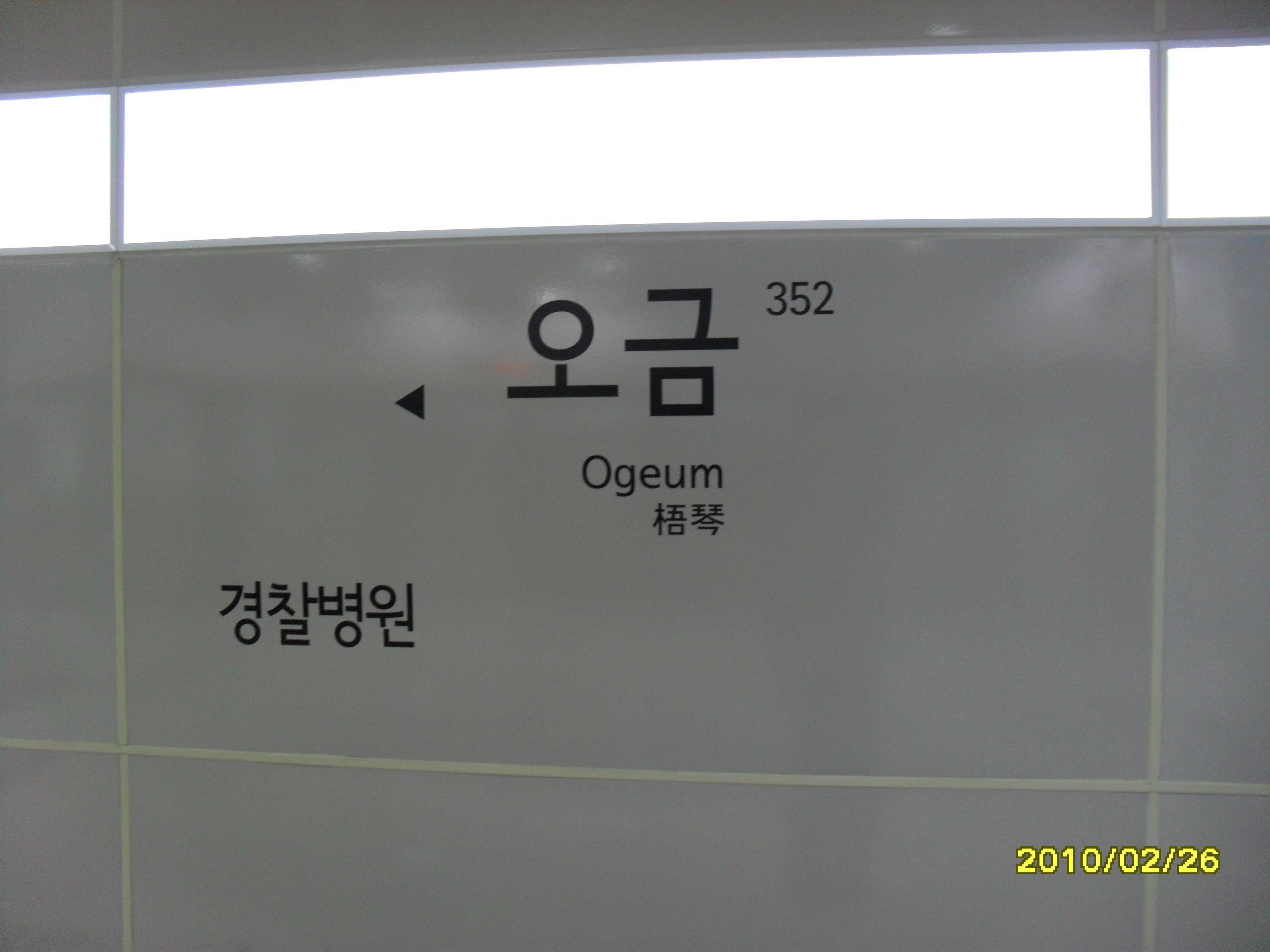
Bảng tên ga Tuyến 3
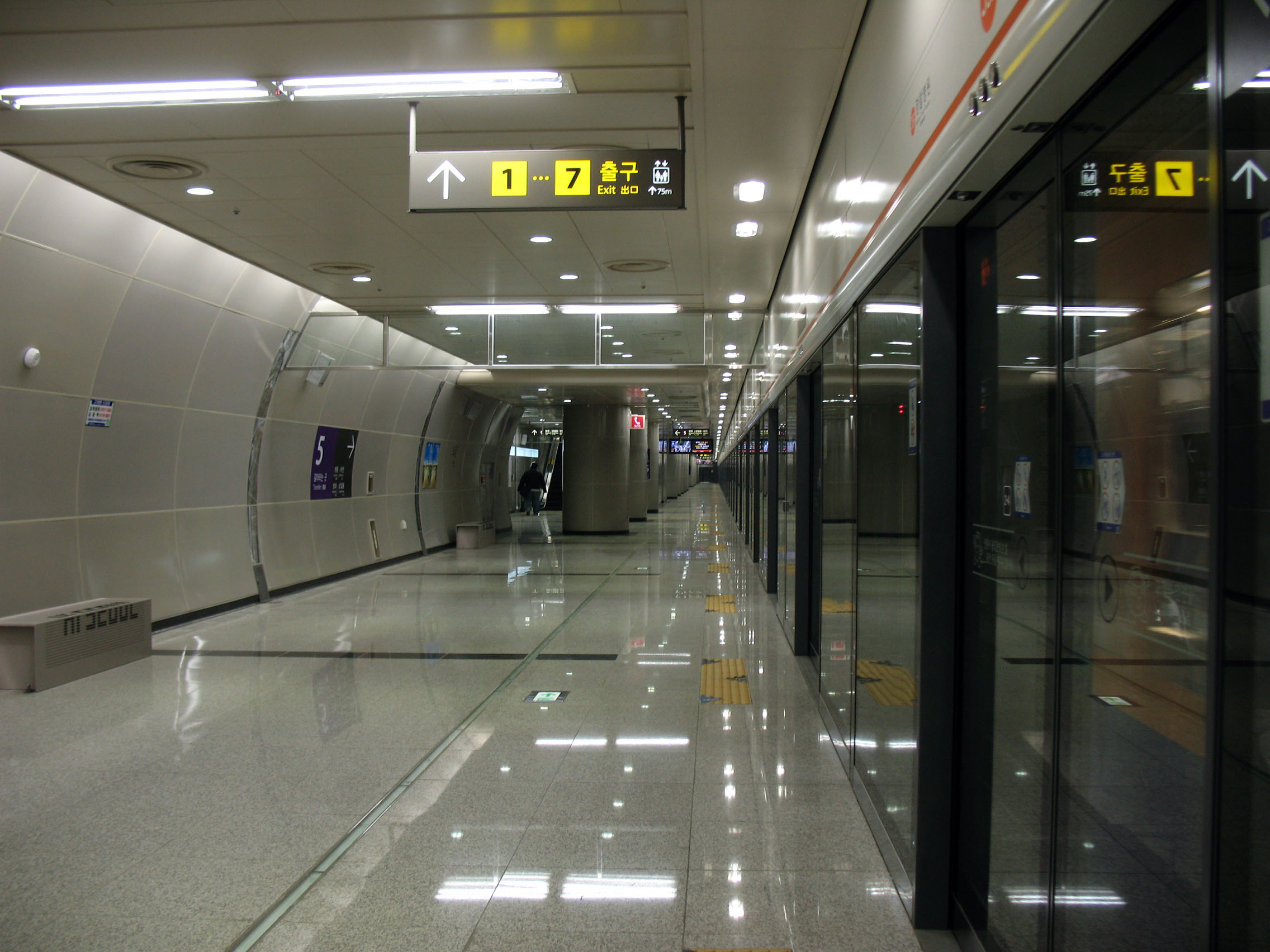
Sân ga Tuyến 3
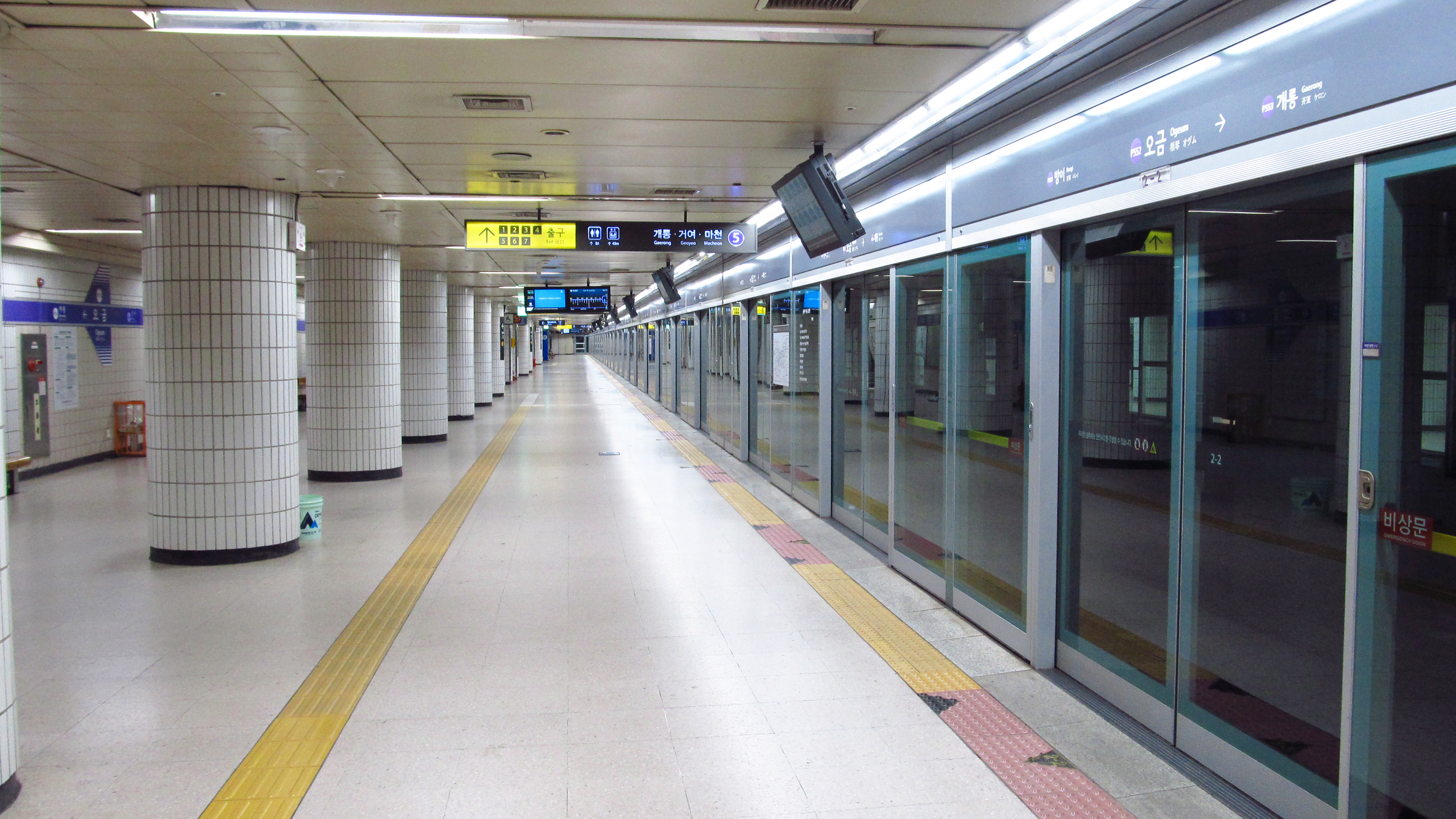
Sân ga Tuyến 5